# هتاف
هتاف (الاسم العلمي Calendulauda)، جنس طيور من فصيلة القبرية ورتبة العصفوريات. أنواعه ثمانية.